# Horch-Wagen
La Horch-Wagen (oppure Horch N°1) è stata la prima autovettura prodotta dalla Casa automobilistica tedesca Horch, una vettura di tipo sperimentale ultimata nel 1900 e prodotta fino ai primi mesi del 1901.

## Storia e profilo
Quando August Horch fondò nel 1899 quello che fu il primo nucleo dell'omonima azienda, la maggior parte della sua attività fu costituita dalle autoriparazioni, ma il suo spirito di innovatore non mancò di apportare modifiche e migliorie alle vetture che passavano per la sua officina. Non solo, ma già nella sua mente si delineò la possibilità di intraprendere l'attività di costruttore. I tre anni di esperienza alla Benz come direttore del reparto produzione portarono anche molte idee, tra cui la costruzione di un motore bicilindrico a cilindri paralleli dotato di un pistone supplementare all'interno di uno dei due cilindri che scorreva assieme al pistone normale per attutire le vibrazioni del motore stesso. Tale motore, denominato Stoßfreiem Motor (cioè motore esente da vibrazioni in tedesco), era inoltre caratterizzato dall'avere una camera di scoppio in comune tra i due cilindri, una sola valvola di aspirazione ed una sola valvola di scarico. L'accensione del motore era a magnete, secondo un principio ideato in precedenza dallo stesso Horch. La potenza massima era di 5 CV.

Tale motore, montato in posizione anteriore su di un telaio a longheroni e traverse, diede vita alla Horch-Wagen, prima autovettura della Casa tedesca (situata all'epoca ancora nella città di Colonia) voluta da August Horch più che altro per vagliare la possibilità di convertire l'attività della sua azienda dal settore della autoriparazioni a quello della costruzione di autovetture.

L'avviamento del motore avveniva tramite manovella: questo fu tra i primi casi di applicazione della manovella ad un'autovettura, mentre la trasmissione della coppia motrice fu realizzata mediante una cinghia che portava il moto al retrotreno. Il cambio era a 3 marce e si interfacciava con il motore mediante una frizione a cono in pelle. Sia avantreno che retrotreno erano ad assale rigido con una molla a balestra per ogni ruota.

La Horch-Wagen raggiungeva una velocità massima di 30 km/h: il primo esemplare fu ultimato nel novembre del 1900, dopodiché ne vennero approntati altri nove esemplari, che a partire dalla primavera del 1901 furono venduti a clienti residenti nei dintorni di Colonia. Nei primi mesi del 1901 la Horch-Wagen diede riscontri positivi sulla possibilità della Horch di avviare l'attività di costruttore. Perciò il progetto fu abbandonato per dedicarsi alla prima Horch di regolare produzione, la 4/5PS.